# Epichirostenotes
Epichirostenotes — род динозавров-теропод из семейства ценагнатид (Caenagnathidae), живших в позднем меловом периоде на территории современной Канады. Единственный вид — Epichirostenotes curriei.

## Описание
Epichirostenotes был относительно небольшим, птицеподобным динозавром с беззубыми челюстями и длинной шеей, передвигавшимся на стройных задних конечностях. Его длина оценивается примерно в 2,5 метра. Считается, что он был всеядным, питаясь как мелкими животными, так и растительной пищей.

## Открытие и исследование
Голотип (ROM 43250) был обнаружен в 1923 году в нижних слоях формации Horseshoe Canyon в провинции Альберта, Канада. Первоначально его отнесли к орнитомимидам. В 1997 году Ханс-Дитер Сюэс определил его как Chirostenotes pergracilis. Однако в 2011 году Роберт М. Салливан, Стивен Э. Ясински и Марк П. А. ван Томме выделили образец в новый род и вид — Epichirostenotes curriei.

## Этимология
Название рода происходит от греческого «ἐπί» (epi) — «после», «над» и Chirostenotes, указывая на то, что этот род был описан после Chirostenotes. Видовое название curriei дано в честь канадского палеонтолога Филипа Дж. Карри.

## Филогения
В филогенетическом анализе 2016 года, проведенном Грегори Ф. Фанстоном и Филипом Дж. Карри, Epichirostenotes curriei был определён как близкородственный к североамериканскому виду Anzu wyliei.